# El maravilloso país de los snergs
El maravilloso país de los snergs es una novela infantil fantástica escrita por el británico Edward Wyke-Smith y publicada en 1927. Fue ilustrada por George Morrow, dibujante de la revista Punch. Suele ser señalada como fuente de inspiración de la novela El hobbit (1937) de J. R. R. Tolkien.

## Sinopsis
El maravilloso país de los snergs se desarrolla en una isla ficticia en algún lugar de la Tierra, pero difícil de alcanzar. En la isla hay una colonia de niños rescatados del abandono por la eminente Miss Watkyns (la «Sociedad para el Amparo de Niños Sobrantes»), la tripulación del Holandés Errante, y los snergs, una raza de gente menuda pero robusta, muy colaboradora. Pero Golithos, un ogro no tan amistoso y Mamá Meldrum, una bruja malvada también vivían allí. Cuando Silvia y Joe huían en busca de una gran aventura, sus vidas se pusieron en grave peligro al caer en las garras de esos dos malvados personajes. El snerg Gorbo y el bufón Baldry llegaron al rescate.

## Snergs y hobbits
Se sabe que J. R. R. Tolkien, autor de El hobbit y El Señor de los Anillos, leyó El maravilloso país de los snergs a sus hijos. Sobre ella afirmó: «me gustaría recoger mi amor y el de mis hijos por El maravilloso país de los snergs de E. A. Wyke-Smith, en cualquier medida del elemento snerg de ese cuento, y de Gorbo la gema de los obtusos, joya de acompañante para una escapada».
Las similitudes entre las razas de los snergs y los hobbits han llevado a especular con que este libro fue una de las mayores fuentes de inspiración de Tolkien. Son similares tanto en sus descripciones físicas como en su amor por las fiestas campestres multitudinarias, y en sus nombres (Gorbo, Bilbo...). En cuanto a la acción, en ambos libros se pueden encontrar viajes a través de bosques peligrosos y cavernas subterráneas.

## Críticas
Una crítica reciente describe el libro como «un clásico cuento de hadas escrito al estilo tradicional pero con gran gusto, fantasía y una frescura sorprendente». La crítica en The Tolkien Collector advierte los puntos en común con el Peter Pan de James M. Barrie (una isla remota poblada por grupos dispares) y con Las aventuras de Alicia en el país de las maravillas de Lewis Carroll (un argumento aleatorio y criaturas fantásticas). Critica las inconsistencias en la historia de la isla y las debilidades estilísticas provenientes de una sobre-preocupación del autor por su audiencia infantil, pero considera que «Wyke-Smith transciende unas historias tan superficiales y oníricas creando un auténtico cuento de hadas a lo largo de las líneas que más tarde fueron dilucidadas por Tolkien».